# Martín Panero Mancebo
Martín Panero Mancebo (Fontihoyuelo, 1922-Chile, 1999) fue un filólogo y religioso hispano-chileno.
Fue autor de numerosos ensayos y dictó más de 600 conferencias.

## Obras
- Neruda póstumo (1979)

## Artículos
- "Las memorias de Pablo Neruda", Anales de literatura hispanoamericana, nº 5 (1976), p. 221-240
- "Vigencia del Quijote", Taller de letras, n.º 22 (1994), p. 89-109